# 이라클리 체레텔리
이라클리 기오르기스 제 체레텔리(조지아어: ირაკლი გიორგის ძე წერეთელი, 러시아어: Ира́клий Гео́ргиевич Церете́ли 이라클리 게오르기예비치 체레텔리[*], 1881년 11월 20일 ~ 1959년 5월 20일)는 러시아 혁명 시대에 활약한 조지아의 정치인, 외교관, 역사가, 언론인이다. 조지아 사회민주당, 러시아 사회민주노동당(RSDLP)의 주요 대변인으로 활약했다.
체레텔리는 러시아 제국의 일부였던 조지아 쿠타이시현 고리사 마을에서 태어나고 성장했다. 러시아 사회민주노동당에서 멘셰비키의 일파에 소속되어 있던 세레텔리는 1907년 러시아 제국 국가두마에 선출되어 웅변 능력으로 명성을 얻었다. 두마에 들어간 직후에 체레텔리는 차르주의 정부를 전복하려는 음모로 체포되어 기소되었고 시베리아로 추방되었다. 멘셰비키의 이념을 신봉한 헌신적인 사회민주당원인 테레텔리는 러시아 운동의 주역 가운데 한 사람이었다. 1915년 시베리아에 망명하던 도중에 세레텔리는 시베리안 치머발트 운동으로 알려진 정치 조직을 결성하게 되는데 이는 전쟁을 종식시키는 제2인터내셔널의 역할을 주장하였다. 그는 또한 영토 방어만을 허용하는 방어전 개념인 "개혁적 방어주의"의 개념을 발전시켰고 그것이 활용되지 않고 있다고 주장했다.
1917년 러시아 2월 혁명의 여파로 정부에 복귀한 그는 페트로그라드 소비에트에서 주도적인 위치를 차지하고 러시아 임시 정부에서 전보부 장관, 내무부 장관으로 잠시 자리를 잡았다. 정치적 분열이 러시아 내전으로 이어질 것을 우려한 체레텔리는 러시아 혁명에서 여러 좌파 파벌 간의 타협을 중개하기 위해 노력했고 중산층과의 협력을 위해 노력했지만 소용이 없었다. 체레텔리는 국가두마와 페트로그라드 소비에트에서 연설 능력에 대한 높은 평가를 받았다. 체레텔리는 정치적 권력을 획득하거나 유지하는 데 관심이 없는 상태에서 불평등에 훨씬 더 신경을 썼고 무엇보다도 그 문제를 해결하려고 노력했다.
10월 혁명 시기에 볼셰비키가 러시아 정부의 권력을 장악한 이후에 체레텔리는 조지아로 돌아왔다. 그는 파리 강화회담에서 외교관으로 일했고 그곳에서 새로 독립한 조지아 민주 공화국을 위해 국제적인 승인과 지원을 위한 로비 활동을 전개했다. 이러한 노력들은 1921년 볼셰비키가 주도한 붉은 군대가 조지아를 침공하기 이전에는 거의 대부분 실현되지 못했다. 국제주의자를 자처했던 체레텔리는 점차 더 많은 민족주의적 경향을 채택한 조지아 멘셰비키와는 점점 멀어졌다. 그는 주로 프랑스에서 망명 생활을 하면서 사회주의 조직들과 협력하고 사회주의에 관한 글을 쓰다가 1959년 미국 뉴욕에서 사망하였다.